# حسن معجونی
محمدحسن معجونی (زادهٔ ۲۸ دی ۱۳۴۷) بازیگر و کارگردان اهل ایران است.
او فارغ‌التحصیل رشتهٔ ادبیات نمایشی از دانشکده سینما تئاتر دانشگاه هنر بوده و سرپرست گروه تئاتر لیو است. نخستین فیلمی که معجونی در آن به ایفای نقش پرداخته فیلم همیشه پای یک زن در میان است (۱۳۸۶) به کارگردانی کمال تبریزی است. معجونی در مجموعه‌های تلویزیونی مسافران (۱۳۸۸) به کارگردانی رامبد جوان و شمعدونی (۱۳۹۴) به کارگردانی سروش صحت نیز ایفای نقش کرده است. وی برای بازی در فیلم خوک (۱۳۹۶) به کارگردانی مانی حقیقی، نامزد تندیس زرین بهترین بازیگر نقش اول مرد از بیستمین جشن سینمای ایران شد.

## فیلم‌شناسی

### فیلم
| سال  | عنوان                       | کارگردان        | منابع |
| ---- | --------------------------- | --------------- | ----- |
| ۱۴۰۳ | تاکسی درمی                  | محمد پایدار     |       |
| ۱۴۰۲ | آغوش باز                    | بهروز شعیبی     |       |
| ۱۴۰۱ | استاد                       | سیدعماد حسینی   |       |
| ۱۴۰۰ | شب طلایی                    | یوسف حاتمی‌کیا   |       |
| ۱۳۹۹ | جاده خاکی                   | پناه پناهی      | [ ۵ ] |
| ۱۳۹۸ | گورکن                       | کاظم ملایی      |       |
| ۱۳۹۸ | آبادان یازده ۶۰             | مهرداد خوشبخت   |       |
| ۱۳۹۸ | لتیان                       | علی تیموری      |       |
| ۱۳۹۷ | بی‌حسی موضعی                 | حسین مهکام      |       |
| ۱۳۹۷ | تپلی و من                   | حسین قناعت      |       |
| ۱۳۹۷ | ما همه با هم هستیم          | کمال تبریزی     |       |
| ۱۳۹۶ | خوک                         | مانی حقیقی      | [ ۶ ] |
| ۱۳۹۵ | بی‌نامی                      | علیرضا صمدی     |       |
| ۱۳۹۲ | اشباح                       | داریوش مهرجویی  |       |
| ۱۳۹۲ | تتل و راز صندوقچه           | وحید گلستان     |       |
| ۱۳۹۱ | از تهران تا بهشت            | ابوالفضل صفاری  |       |
| ۱۳۹۰ | برف روی کاج‌ها               | پیمان معادی     |       |
| ۱۳۹۰ | قصه‌ها                       | رخشان بنی‌اعتماد | [ ۷ ] |
| ۱۳۸۹ | خیابان‌های آرام              | کمال تبریزی     |       |
| ۱۳۸۷ | از رئیس‌جمهور پاداش نگیرید   | کمال تبریزی     |       |
| ۱۳۸۶ | کنعان                       | مانی حقیقی      |       |
| ۱۳۸۶ | همیشه پای یک زن در میان است | کمال تبریزی     |       |

### تلویزیون
| سال  | عنوان                   | نقش          | کارگردان      | یادداشت        | منابع |
| ---- | ----------------------- | ------------ | ------------- | -------------- | ----- |
| ۱۴۰۴ | شیش‌ماهه                 |              | مهران مدیری   |                | [ ۸ ] |
| ۱۳۹۴ | شمعدونی                 | عطا          | سروش صحت      | پخش در شبکه سه |       |
| ۱۳۹۰ | لب دریا                 |              | حمید نعمت‌الله | فیلم تلویزیونی |       |
| ۱۳۸۸ | مسافران                 | بهرام کیهانی | رامبد جوان    | پخش در شبکه سه |       |
| ۱۳۸۷ | ای دوست مرا به خاطر آور |              | حمید نعمت‌الله | فیلم تلویزیونی |       |

### نمایش خانگی
| سال  | عنوان         | نقش | کارگردان        | یادداشت                     | منابع |
| ---- | ------------- | --- | --------------- | --------------------------- | ----- |
| ۱۴۰۳ | گردن‌زنی       |     | سامان سالور     | پخش در شبکه اینترنتی فیلم‌نت |       |
| ۱۴۰۲ | دفتر یادداشت  |     | کیارش اسدی‌زاده  | پخش در شبکه اینترنتی فیلم‌نت |       |
| ۱۴۰۲ | نیوکمپ        |     | منوچهر هادی     | پخش در شبکه اینترنتی فیلیمو |       |
| ۱۴۰۱ | رهایم کن      |     | شهرام شاه‌حسینی  | پخش در شبکه اینترنتی فیلیمو |       |
| ۱۴۰۱ | راز بقا       |     | سعید آقاخانی    | پخش در شبکه اینترنتی فیلم‌نت |       |
| ۱۴۰۰ | آهوی من مارال |     | مهرداد غفارزاده |                             |       |

### تئاتر

#### بازیگر
- یادگار سال‌های شن - نویسنده: علی رفیعی - کارگردان: علی رفیعی - تالار وحدت، ۱۳۷۵
- عروسی خون - نویسنده: گارسیا لورکا - کارگردان: علی رفیعی - تالار وحدت، ۱۳۷۷
- مکبت - نویسنده: محمد چرمشیر - کارگردان: فرهاد مهندس پور - سالن سایه، تئاترشهر، ۱۳۷۹
- رومئو و ژولیت - نویسنده: ویلیام شکسپیر - کارگردان: علی رفیعی - تالار وحدت - ۱۳۷۹
- روز رستاخیز - نویسنده: محمد چرمشیر - کارگردان: فرهاد مهندس پور - سالن سایه - تئاترشهر - ۱۳۸۰
- دیر راهبان - نویسنده: محمد چرمشیر - کارگردان: فرهاد مهندس پور - سالن سایه، تئاترشهر، ۱۳۸۰
- در مصر برف نمی‌بارد - نویسنده: محمد چرمشیر - کارگردان: علی رفیعی - سالن اصلی، تئاترشهر، ۱۳۸۲
- کالیگولا - نویسنده: محمد چرمشیر - کارگردان: آتیلا پسیانی - سالن شماره ۲، تئاترشهر، ۱۳۸۲
- بحرالغرایب - نویسنده: محمد چرمشیر - کارگردان: آتیلا پسیانی - سالن شماره ۲، تئاترشهر، ۱۳۸۲
- خرس و خواستگاری - نویسنده : آنتون چخوف - کارگردان: محمد حسن معجونی - تالار سایه، ۱۳۸۴ - سمت: کارگردان - (بازیگر در اجرای جشنواره چخوف تهران)، جشنواره تئاتر کلاسیک مسکو ۱۳۸۳
- در میان ابرها - نویسنده: امیر رضا کوهستانی - کارگردان: امیر رضا کوهستانی - سالن قشقائی، تئاترشهر، ۱۳۸۴
- اسبهای آسمان خاکستر می‌بارد - نویسنده: نغمه ثمینی - کارگردان: علی راضی - سالن قشقائی، تئاترشهر، ۱۳۸۴ - اودی توریم سن ژرمن، پاریس، ۱۳۸۶
- سمفونی درد - نویسنده: حسین پاکدل - کارگردان: حسین پاکدل - سالن سایه، تئاترشهر، ۱۳۸۵- مولهایم (آلمان)، ۱۳۸۶- سن ژرمن، پاریس، ۱۳۸۶
- مونولوگ کوارتت - نویسنده: امیر رضا کوهستانی - کارگردان: امیر رضا کوهستانی - تالار مولوی، ۱۳۸۶
- مدهٔ سن مدار - نویسنده: آنکا ویسده - کارگردان: رضا بهبودی - ششمین جشنواره بانوان، اداره تئاتر، ۱۳۸۶
- مونولوگ نگاه خیره خداوند - نویسنده: محمد رضائی راد - کارگردان: ساسان پیروز - کارگاه نمایش، تئاتر شهر، دی ۱۳۸۸
- مونولوگ جهان چرا از اینکه هست دورتر نمی‌رود - نویسنده: محمد رضایی راد - کارگردان: نغمه ثمینی - فستیوال مونولیو، مرداد ۱۳۸۹
- منهای دو - نویسنده: ساموئل بنش تریت - کارگردان: داوود رشیدی - سالن اصلی، تئاتر شهر، ۱۳۸۹
- مترسگ - کارگردان:حسن معجونی - سالن سینما و تئاتر کانون پرورش فکری کودکان و نوجوانان (وزرا) - تابستان ۱۳۹۲
- فلیک - کارگردان:حسن معجونی - پردیس شهرزاد - تابستان ۱۳۹۷
- اختراع والس - نویسنده: مهدی اسدزاده (بر اساس اثر ولادیمیر ناباکوف) - کارگردان: سارا افشار - پردیس تئاتر شهرزاد، ۱۳۹۸

### سمت‌های مختلف
- شبهای آوینیون - نویسنده: کوروش نریمانی - کارگردان: کوروش نریمانی - سالن چهارسو، تئاترشهر، ۱۳۷۹ - سمت: طراح لباس - بازیگر
- در مضار توتون - نویسنده: آنتون چخوف - کارگردان: محمد حسن معجونی - سالن شماره ۲، تئاترشهر - ۱۳۸۰ - سمت: کارگردان و بازیگر
- پای دیوار بزرگ شهر - نویسنده: تانکرد دورست - کارگردان: محمد حسن معجونی - تالار نو، ۱۳۸۰ - سمت: کارگردان و بازیگر
- در انتظار گودو - نویسنده: ساموئل بکت - کارگردان: علی اکبر علیزاد - تالار مولوی، ۱۳۸۳ - سمت: طراح صحنه و لباس - بازیگر
- مثل خون برای استیک - نویسنده: محمد چرمشیر - بازخوانی از رمان فرانک‌اشتاین، اثر مری شلی - کارگردان: محمد حسن معجونی - تالار مولوی، ۱۳۸۳ - سمت: کارگردان و بازیگر
- شهرهای نامرئی - نویسنده: علی اکبر علیزاد - کارگردان: محمد حسن معجونی - کارگاه نمایش، ۱۳۸۴ - سمت: کارگردان
- خواب آهسته مرگ - نویسنده: محمد چرمشیر - کارگردان: محمد حسن معجونی - تالار مولوی، ۱۳۸۵ - سمت: کارگردان، طراح صحنه
- مونولوگ آنتیگونه در نیویورک - نویسنده: خوانز گلواکی - کارگردان: هما روستا - تالار مولوی، ۱۳۸۶ - سمت: طراح صحنه
- پای دیوار بزرگ شهر - نویسنده: تانکرد دورست - کارگردان: محمد حسن معجونی - تالار مولوی، ۱۳۸۶، ششمین جشنواره بانوان - سمت: کارگردان
- رؤیای شب نیمه تابستان - نویسنده: ویلیام شکسپیر - کارگردان: محمد حسن معجونی - آمفی تئاتر دانشکده سینما تئاتر، آبان ۱۳۸۶ - سمت: طراح - کارگردان و دراماتورژ
- عروسکی پدر عزیزم - نویسنده: محمد چرمشیر - طراح و کارگردان: محمد حسن معجونی - تالار مولوی، ۱۳۸۶ - سمت: طراح و کارگردان
- مونولوگ دو راهی سقاخونه - نویسنده: محمد چرمشیر - طراح و کارگردان: محمد حسن معجونی - کارگاه نمایش، مرداد ۱۳۸۷ - سمت: طراح و کارگردان
- آسانسور - نویسنده: مهدی کوشکی - طراح و کارگردان: محمد حسن معجونی - تالار هنر (یازدهمین جشنواره بین‌المللی تئاتر عروسکی دانشجویان)، آذر ۱۳۸۸ - سمت: طراح و کارگردان
- مونولوگ همه خانه سیاه است - نویسنده: امیررضا کوهستانی - طراح و کارگردان: محمد حسن معجونی - کارگاه نمایش، تئاتر شهر، دی ۱۳۸۸ - سمت: طراح و کارگردان و بازیگر
- آسمان روزهای برفی - نویسنده: محمد چرمشیر - کارگردان: محمد عاقبتی - تالار مولوی، خرداد ۱۳۸۸ - سمت: طراح و بازیگر
- به خاطر یک مشت روبل - نویسنده: آنتوان چخوف - طراح و کارگردان: محمد حسن معجونی - تماشاخانه ایرانشهر، بهمن ۱۳۸۸ تا اردیبهشت ۱۳۸۹ - سمت: طراح و کارگردان و بازیگر
- مرغ دریایی - نویسنده: آنتون چخوف - طراح و کارگردان: محمد حسن معجونی - تماشاخانه ایرانشهر، فروردین و اردیبهشت ۱۳۹۰ - سمت: طراح و کارگردان
- دائی وانیا - نویسنده آنتون چخوف - طراح و کارگردان: محمد حسن معجونی - تماشاخانه ایرانشهر، فروردین و اردیبهشت ۱۳۹۰ - سمت: طراح و کارگردان
- ایوانف - نویسنده: آنتوان چخوف - کارگردان: امیررضا کوهستانی - تماشاخانه ایرانشهر، مهر ۱۳۹۰
- مترسگ - نویسندگان: جابر رمضانی، پوریا کاکاوند، پیام سعیدی - طراح و کارگردان: محمد حسن معجونی - تالار حافظ، ۱۳۹۱ - سمت: طراح و کارگردان
- میکروتئاتر حشره - نویسنده: مهدی کوشکی - طراح و کارگردان: محمد حسن معجونی - فرهنگ سرای ارسباران - سمت: طراح و کارگردان
- میکروتئاتر ابر صورتی - نویسنده :علیرضا محمودی - طراح و کارگردان: محمد حسن معجونی - فرهنگ سرای ارسباران، آذر ۱۳۹۰ - سمت: طراح و کارگردان
- دکلره- نویسنده: مهدی کوشکی - کارگردان: مهدی کوشکی سالن انتظامی - خانه هنرمندان - مهر ۱۳۹۱ سمت: طراح صحنه
- نامه‌هایی که به مقصد نرسید و بلعکس-نویسنده و کارگردان: مهدی چاکری - خانه نمایش آو ۱۳۹۲ - سمت: صدا پیشه
- اسکلیگ و بچه‌های پرواز - نویسنده: مهدی کوشکی کارگردان: محمد عاقبتی - تالار حافظ - خرداد ۱۳۹۱ -سمت: طراح نور
- پرفورمنس خانه‌ام ابری است - طراح و کارگردان: محمد حسن معجونی - گالری ایست - تیر ۱۳۹۰ - سمت: طراح و کارگردان
- مرد بالشی - نویسنده: مارتین مک دونا - کارگردان: محمد یعقوبی، آیدا کیخایی- فرهنگسرای ارسباران - مرداد ۱۳۹۲ - سمت: طراح صحنه
- سالگشتگی - نویسنده و کارگردان: امیررضا کوهستانی - سالن همایش دیپلماتیک اکو - آذر ۱۳۹۲
- ستوان اینشمور - نویسنده: مارتین مک دونا - ترجمهٔ زهرا جواهری- کارگردان: محمد حسن معجونی- سالن ناظرزاده کرمانی خانه هنرمندان - ۱۳۹۴
- آشپزخانه - نویسنده: آرنولد وسکر - کارگردان:محمدحسن معجونی - تماشاخانه پالیز ۱۳۹۵
- سه خواهر - نویسنده: آنتوان چخوف - کارگردان:محمدحسن معجونی - تماشاخانه پالیز - خرداد ۱۳۹۶- سمت: طراح و کارگردان
- شهر ما - نویسنده:تورنتون وایلدر -کارگردان:حسن معجونی - تماشاخانه ایرانشهر: سالن استاد سمندریان - اردیبهشت ۱۳۹۸- سمت: طراح و کارگردان

## جوایز و نامزدی‌ها
| سال  | اثر نامزدشده | دسته                      | نتیجه    | منابع |
| ---- | ------------ | ------------------------- | -------- | ----- |
| ۱۳۹۷ | خوک          | بهترین بازیگر نقش اول مرد | نامزدشده |       |

| سال  | اثر نامزدشده | دسته                   | نتیجه    | منابع |
| ---- | ------------ | ---------------------- | -------- | ----- |
| ۱۴۰۳ | راز بقا      | بهترین بازیگر مرد کمدی | نامزدشده |       |

- دریافت اسپک تاکل «در میان ابرها» اجرا شده در جشنواره تئاتر زوریخ؛ ۲۰۰۶
- برنده جایزه ماریا برای بهترین بازیگر مرد از فیلم (خوک)